# فينانسيو فلوريس
فينانسيو فلوريس (بالإسبانية: Venancio Flores) (و. 1808 – 1868 م) هو سياسي من الأوروغواي .